# Ângelo Máximo
Ângelo Máximo (Goiânia, 6 de outubro de 1948) é um cantor brasileiro.
Ângelo vendeu milhares de discos e participou de uma série de fotonovelas. Seu principal sucesso é Domingo Feliz, dos anos 70.

## Biografia

### Trajetória musical
Na adolescência veio para São Paulo e chegou a trabalhar em um salão de cabeleireiro antes de conquistar seu espaço no meio artístico.
Ângelo começou como calouro no programa Show de Calouros (SBT), onde teve seu lugar reconhecido na música. Após isso, produziu uma série de músicas que se tornaram sucesso, vendendo centenas de milhares de cópias e conquistando discos de ouro. Músicas de maior sucesso como Domingo Feliz, A Primeira Namorada e Vem Me Fazer Feliz, dentre outras apareceram nos primeiros lugares na audiência das rádios.
Chegou a gravar versões das músicas de seu ídolo absoluto Elvis Presley, o qual era também uma fonte em seu estilo de vestimenta e as famosas costeletas dos anos 70 que Ângelo usou junto aos seus macacões.
Além de apresentar-se por praticamente todo o Brasil, fez também shows em países como Estados Unidos e Canadá.
Atualmente, segue apresentando-se em programas de televisão e fazendo shows pelo país.

### Como um empresário
Além de cantor, é também o proprietário de dois restaurantes no bairro paulistano Vila São Francisco.

### Vida pessoal
Namorou a atriz Betty Saddy, com quem fez uma fotonovela.